# Jörgen Warborn
Jörgen Tage Wilhelm Warborn, född Friberg 23 januari 1969 i Varberg, är en svensk företagare och politiker (moderat). Sedan juli 2019 är han ledamot av Europaparlamentet och sedan 2023 gruppledare i utskottet för internationell handel för partigruppen EPP. Han var ordinarie riksdagsledamot 2014–2019.

## Biografi
Jörgen Warborn studerade ekonomi och ledarskap vid International University of Monaco, internationella relationer vid London School of Economics och entreprenörskap vid Babson College utanför Boston. Redan som 17-åring startade han ett företag och han har genom åren drivit företag av olika slag, från datorbutik, webbhotell och apputvecklarbolag till reklambyrå. Warborn var tidigt engagerad i Ung företagsamhet och i Connect, ett privat initiativ utan vinstintresse för att hjälpa tillväxtföretag att ta nästa steg i företagsutvecklingen. Han har även suttit med i styrelsen för Reklamförbundet samt i Företagarnas riksstyrelse.
Warborn är bosatt i Varberg. Han är sedan 2008 gift med företagaren Titti Warborn. Paret har tillsammans tre barn.

## Tidig politisk karriär
Jörgen Warborns politiska engagemang växte på 1990-talet då han ville att Sverige skulle bli medlem i EU. Han var 1994 kampanjgeneral i Halland för ja-sidan i folkomröstningen om EU-medlemskap. 2004 återflyttade Warborn från Stockholm till Varberg och blev 2005 kommunpolitiskt aktiv. Först var han ersättare i barn- och utbildningsnämnden för att 2006 bli ordförande, en post han behöll till valet 2010.

## Kommunstyrelsens ordförande i Varberg 2011–2014
Efter valet 2010 tillträdde Warborn som kommunstyrelsens ordförande i Varbergs kommun efter partibrodern Gösta Bergenheim. Under sin tid som kommunstyrelsens ordförande drev Warborn bland annat igenom Västkustbanans dragning i tunnel under Varberg, en flytt av industrihamnen och programmet "Vision 2025 – Varberg, Västkustens kreativa mittpunkt".

## Riksdagsledamot 2014–2019
Inför valet 2014 blev Warborn  moderat riksdagskandidat. Som moderat förstanamn blev Warborn personvald i Hallands läns valkrets med 3 163 kryss eller 5,52 procent av de moderata rösterna. Under mandatperioden 2014–2018 satt han som arbetande suppleant i näringsutskottet 2014–2016, i skatteutskottet 2016–2018 och i socialförsäkringsutskottet 2014–2018. I riksdagen arbetade han med frågor om företagsklimat, regelförenklingar, immaterialrätt, företagsbeskattning, momsfrågor och nyföretagande. I riksdagsvalet 2018 stod Warborn återigen som Moderaternas förstanamn i Halland och blev ännu en gång personvald med 2 717 röster eller 5,47 procent av de moderata rösterna i Halland.
Warborn var 2016–2019 ordförande för Moderaternas företagarråd, som tillsammans med företagare vill arbeta för ett bättre företagsklimat lokalt, regionalt och nationellt. I omkring hälften av Sveriges kommuner finns i dag ett moderat företagarråd.
Han sitter också sedan 2017 med i Moderaternas förtroenderåd.

## Europaparlamentariker 2019–
Sedan EU-valet 2019, då han stod på tredje plats på Moderaternas valsedel, är Warborn ledamot av Europaparlamentet. Han har under hela sin tid i parlamentet varit ledamot i utskottet för internationell handel, där han anses vara en av de mest frihandelsvänliga ledamöterna. Han är också sedan 19 oktober 2023 gruppledare och talesperson för parlamentets största partigrupp, EPP, i utskottet. Därutöver är han suppleant i utskotten för sysselsättning och sociala frågor, industrifrågor, forskning och energi och rättsliga frågor.
Under sin första mandatperiod var han 2019–2024 suppleant i budgetutkottet och i utskottet för transport- och turismfrågor samt 2020–2022 i specialutskottet för artificiell Intelligens.
Warborn ingår i EU:s delegation för förbindelserna med länderna i Sydostasien och Asean, och har tidigare ingått i delegationerna till Kina, Storbritannien, Latinamerika och frihandelsområdet Mercosur. Sedan 2022 är han också medordförande i den parlamentariska konferensen om Världshandelsorganisationen (PCWTO). PCWTO är ett gemensamt projekt mellan Europaparlamentet och den interparlamentariska unionen som är en global organisation för nationella parlament. Dess mål är att öka insynen i WTO och att göra WTO, en mellanstatlig organisation, ansvarigt inför folkvalda representanter.
Warborn blev i september 2014 ordförande för EPP-anknutna SME Europe, som värnar små och medelstora företags intressen i europeiska politik. Han är också sedan april 2024 ordförande för SME Global, ett motsvarande globalt nätverk knutet till IDU, den internationella unionen för konservativa partier.
I mars 2022 utsågs Warborn av IDG och Tech Sverige till en av de mest inflytelserika inom tech och digitalisering i Sverige.